# Liste der Brücken über die Langete
Die Liste der Brücken über die Langete enthält die Brücken der Langete von der Quelle südlich von Eriswil bis zur Mündung bei Roggwil in die Murg.

## Brückenliste
125 Übergänge überspannen den Fluss: 76 Strassen- und Feldwegbrücken, 32 Fussgänger- und Velobrücken, sechs Wehrstege, sechs Gebäude-«Brücken» und fünf Eisenbahnbrücken.

### Eriswil
26 Brücken überspannen den Fluss in Eriswil.
| Bild | Name                | Ort     | Lage | Funktion                                                              | Konstruktion  | Material | Länge in m | Höhe m ü. M. | Bemerkungen |
| ---- | ------------------- | ------- | ---- | --------------------------------------------------------------------- | ------------- | -------- | ---------- | ------------ | --- |
|      | Unbenannte Brücke   | Eriswil |      | Feldwegbrücke                                                         | Balkenbrücke  | Beton    | 10         | 880          | |
|      | Unbenannte Brücke   | Eriswil |      | Feldwegbrücke                                                         | Bachdurchlass | Beton    | 4          | 833          | |
|      | Unbenannter Steg    | Eriswil |      | Feldwegbrücke                                                         | Balkenbrücke  | Beton    | 10         | 801          | |
|      | Langeten-Brücke     | Eriswil |      | Strassenbrücke (zweispurig)                                           | Bachdurchlass | Beton    | 4          | 798          | Zufahrtsstrasse |
|      | Unbenannte Brücke   | Eriswil |      | Feldwegbrücke                                                         | Bachdurchlass | Beton    | 4          | 789          | |
|      | Unbenannter Steg    | Eriswil |      | Feldwegbrücke                                                         | Balkenbrücke  | Beton    | 5          | 755          | |
|      | Leimatt-Brücke      | Eriswil |      | Strassenbrücke (zweispurig)                                           | Bachdurchlass | Beton    | 4          | 754          | |
|      | Hauptstrasse-Brücke | Eriswil |      | Strassenbrücke (zweispurig) mit Trottoir 1412                         | Bachdurchlass | Beton    | 4          | 752          | Bushaltestelle Eriswil, Altersheim (Busland Linie 491) |
|      | Unbenannter Steg    | Eriswil |      | Fussgängerbrücke                                                      | Bachdurchlass | Beton    | 4          | 750          | |
|      | Unbenannte Brücke   | Eriswil |      | Strassenbrücke (einspurig)                                            | Bachdurchlass | Beton    | 4          | 749          | Zufahrtsstrasse zur Kindertagesstätte K60. |
|      | Unbenannte Brücke   | Eriswil |      | Strassenbrücke (zweispurig)                                           | Bachdurchlass | Beton    | 4          | 745          | |
|      | Unbenannte Brücke   | Eriswil |      | Feldwegbrücke                                                         | Balkenbrücke  | Beton    | 6          | 738          | |
|      | Unbenannte Brücke   | Eriswil |      | Strassenbrücke (einspurig)                                            | Balkenbrücke  | Beton    | 3          | 736          | Zufahrtsstrasse zum Gebäude Hauptstrasse 36a. |
|      | Oele-Brücke         | Eriswil |      | Strassenbrücke (zweispurig)                                           | Balkenbrücke  | Beton    | 7          | 734          | Gebaut 2009–2010, Vorgängerbrücke wurde vom Hochwasser 2007 weggerissen. Berner Wanderweg: Eriswil–Wyssachen                                                                                 |
|      | Gass-Brücke         | Eriswil |      | Strassenbrücke (zweispurig)                                           | Balkenbrücke  | Beton    | 8          | 733          | Gebaut 2009–2010, Vorgängerbrücke wurde vom Hochwasser 2007 weggerissen. Veloland-Route 399 Herzschlaufe Napf (Etappe 1 Willisau–Langnau)                                                    |
|      | Unbenannte Brücke   | Eriswil |      | Strassenbrücke (einspurig)                                            | Balkenbrücke  | Beton    | 8          | 733          | Gebaut 2009–2010, Vorgängerbrücke wurde vom Hochwasser 2007 weggerissen. Zufahrtsstrasse zum Gebäude Hauptstrasse 22.                                                                        |
|      | Unbenannte Brücke   | Eriswil |      | Strassenbrücke (einspurig)                                            | Balkenbrücke  | Beton    | 8          | 732          | Gebaut 2009–2010, Vorgängerbrücke wurde vom Hochwasser 2007 weggerissen. Zufahrtsstrasse zu den Gebäuden Hauptstrasse 14 und Hauptstrasse 16.                                                |
|      | Unbenannte Brücke   | Eriswil |      | Strassenbrücke (einspurig)                                            | Balkenbrücke  | Beton    | 8          | 731          | Gebaut 2009–2010, Vorgängerbrücke wurde vom Hochwasser 2007 weggerissen. Zufahrtsstrasse zu den Gebäuden Hauptstrasse 8 und Hauptstrasse 12.                                                 |
|      | Belzstrasse-Brücke  | Eriswil |      | Strassenbrücke (zweispurig)                                           | Balkenbrücke  | Beton    | 9          | 729          | Gebaut 2009–2010, Vorgängerbrücke wurde vom Hochwasser 2007 weggerissen. |
|      | Birkenweg-Brücke    | Eriswil |      | Strassenbrücke (zweispurig)                                           | Balkenbrücke  | Beton    | 8          | 728          | Gebaut 2009–2010, Vorgängerbrücke wurde vom Hochwasser 2007 weggerissen. |
|      | Niederdorf-Brücke   | Eriswil |      | Strassenbrücke (zweispurig)                                           | Balkenbrücke  | Beton    | 7          | 727          | Gebaut 2009–2010, Vorgängerbrücke wurde vom Hochwasser 2007 weggerissen. |
|      | Unbenannte Brücke   | Eriswil |      | Feldwegbrücke                                                         | Balkenbrücke  | Beton    | 5          | 723          | |
|      | Unbenannte Brücke   | Eriswil |      | Feldwegbrücke                                                         | Balkenbrücke  | Beton    | 5          | 717          | |
|      | Hauptstrasse-Brücke | Eriswil |      | Strassenbrücke (zweispurig) mit Rohrleitung an der Brückenseite 244.2 | Balkenbrücke  | Beton    | 9          | 715          | Höchstgeschwindigkeit 80 km/h Busland Linie 491 |
|      | Thanbrücke          | Eriswil |      | Strassenbrücke (ehemalig) Eisenbahnbrücke (ehemalig)                  | Bogenbrücke   | Stein    | 11         | 714          | Verbot für Fussgänger Die heute funktionslose Brücke, gebaut in den 1850er Jahren, diente im 19. Jh. als Strassenbrücke und von 1915–1975 als Eisenbahnbrücke (Bahnstrecke Huttwil–Eriswil). |
|      | Unbenannte Brücke   | Eriswil |      | Feldwegbrücke                                                         | Balkenbrücke  | Beton    | 5          | 713          | |

### Huttwil
26 Übergänge überspannen den Fluss in Huttwil.
| Bild | Name                             | Ort     | Lage | Funktion                                                        | Konstruktion  | Material | Länge in m | Höhe m ü. M. | Bemerkungen |
| ---- | -------------------------------- | ------- | ---- | --------------------------------------------------------------- | ------------- | -------- | ---------- | ------------ | --- |
|      | Tubel-Brücke                     | Huttwil |      | Strassenbrücke (einspurig)                                      | Bachdurchlass | Beton    | 5          | 706          | Gebaut 1986 Zufahrtsstrasse |
|      | Tubel‑1a-Gebäude                 | Huttwil |      | Gebäude-«Brücke»                                                | Bachdurchlass | Beton    | 5          | 706          | Garagengebäude, gebaut 1957 |
|      | Unbenannter Steg                 | Huttwil |      | Fussgängerbrücke                                                | Balkenbrücke  | Beton    | 5          | 705          | Privater Übergang des Gebäudes Tubel 1. |
|      | Nyffenegg-Brücke                 | Huttwil |      | Strassenbrücke (zweispurig)                                     | Balkenbrücke  | Beton    | 7          | 692          | |
|      | Rückhaltebecken-Tschäppel-Brücke | Huttwil |      | Feldwegbrücke                                                   | Balkenbrücke  | Beton    | 4          | 677          | Das Hochwasserrückhaltebecken wurde 2020 in Betrieb genommen. |
|      | Matten-Brücke                    | Huttwil |      | Strassenbrücke (zweispurig)                                     | Balkenbrücke  | Beton    | 6          | 673          | Keine Durchgangsstrasse, kein Wendeplatz für LKW |
|      | Nyffel-Brücke                    | Huttwil |      | Strassenbrücke (zweispurig) mit Rohrleitung an der Brückenseite | Balkenbrücke  | Beton    | 9          | 661          | Höchstgeschwindigkeit 30 km/h Wanderland-Route 65 Grenzpfad Napfbergland (Etappe 2 Huttwil–Napf) |
|      | Rüttistaldenstrasse-Brücke       | Huttwil |      | Strassenbrücke (zweispurig)                                     | Balkenbrücke  | Beton    | 7          | 654          | Allgemeines Fahrverbot: Zubringerdienst und landwirtschaftliche Fahrzeuge gestattet Höchstgewicht 3,5 t Höchstgeschwindigkeit 30 km/h Wanderland-Route 4 ViaJacobi (Etappe 27 Willisau–Huttwil)                |
|      | HEB-Brücke                       | Huttwil |      | Eisenbahnbrücke (ehemalig)                                      | Bogenbrücke   | Stein    | 8          | 653          | Die Bahnstrecke Huttwil–Eriswil war von 1915–1975 in Betrieb. |
|      | Krummackerweg-Brücke             | Huttwil |      | Strassenbrücke (zweispurig)                                     | Balkenbrücke  | Beton    | 5          | 647          | Gebaut 1926 Werkverkehr |
|      | Sägerei-Gebäude                  | Huttwil |      | Gebäude-«Brücke»                                                | Bachdurchlass | Beton    | 4          | 646          | Gebaut 1960 |
|      | Luzernstrasse-Brücke             | Huttwil |      | Strassenbrücke (zweispurig) mit Trottoirs                       | Bachdurchlass | Beton    | 4          | 646          | Höchstgeschwindigkeit 50 km/h |
|      | BLS-Brücke                       | Huttwil |      | Eisenbahnbrücke (eingleisig)                                    | Balkenbrücke  | Beton    | 4          | 645          | Höchstgeschwindigkeit 70 km/h Bahnstrecke Langenthal-Huttwil (Bahnlinien S 6 S 7 ), eröffnet 1889 |
|      | Gässli-Steg                      | Huttwil |      | Fussgängerbrücke                                                | Balkenbrücke  | Stahl    | 8          | 641          | |
|      | Staldenbrücke                    | Huttwil |      | Strassenbrücke (zweispurig)                                     | Bogenbrücke   | Stein    | 14         | 640          | Gebaut 1816 Höchstgeschwindigkeit 30 km/h Höchstgewicht 28 t Berner Wanderweg: Huttwil–Huttwilerberg |
|      | Unbenannter Steg                 | Huttwil |      | Fussgängerbrücke mit Rohrleitung an der Brückenseite            | Balkenbrücke  | Beton    | 12         | 636          | |
|      | Sonneggbrücke                    | Huttwil |      | Strassenbrücke (zweispurig) mit Trottoir                        | Balkenbrücke  | Beton    | 7          | 634          | Gebaut 2011 Höchstgeschwindigkeit 30 km/h Veloland-Route 94 L'Areuse–Emme–Sihl (Etappe 4 Huttwil–Hochdorf) |
|      | Unbenannte Brücke                | Huttwil |      | Fussgängerbrücke                                                | Balkenbrücke  | Beton    | 15         | 630          | Gebaut 2013–2014 Übergang verbindet den Seniorenpark Sonnegg mit dem Grossparkplatz und dem Spielplatz Ribimatte.                                                                                              |
|      | Walkekreuzung-Brücke             | Huttwil |      | Strassenbrücke (dreispurig)                                     | Balkenbrücke  | Beton    | 14         | 629          | Gebaut 1984 Veloland-Route 94 L'Areuse–Emme–Sihl (Etappe 3 Bern–Huttwil) und Route 71 Passwang–Oberaargau (Etappe 2 Balsthal–Huttwil) Wanderland-Route 65 Grenzpfad Napfbergland (Etappe 1 Langenthal–Huttwil) |
|      | Unbenannte Brücke                | Huttwil |      | Strassenbrücke (zweispurig)                                     | Balkenbrücke  | Beton    | 6          | 627          | Gebaut 1985 Zufahrtsstrasse zum Gebäude Walkestrasse 11. |
|      | Unbenannter Steg                 | Huttwil |      | Feldwegbrücke                                                   | Balkenbrücke  | Beton    | 8          | 626          | Gebaut 1985 |
|      | Friloweg-Brücke                  | Huttwil |      | Strassenbrücke (zweispurig) mit Trottoir                        | Balkenbrücke  | Beton    | 14         | 623          | Wohnstrasse |
|      | BLS-Brücke                       | Huttwil |      | Eisenbahnbrücke (eingleisig)                                    | Bachdurchlass | Beton    | 4          | 623          | Höchstgeschwindigkeit 70 km/h Bahnstrecke Langenthal-Huttwil (Bahnlinien S 6 S 7 ), eröffnet 1889 |
|      | Langenthalstrasse-Brücke         | Huttwil |      | Strassenbrücke (zweispurig) mit Trottoir                        | Bachdurchlass | Beton    | 4          | 622          | Höchstgeschwindigkeit 50 km/h |
|      | Unbenannter Steg                 | Huttwil |      | Fussgängerbrücke                                                | Balkenbrücke  | Stahl    | 16         | 603          | Übergang ist nicht behindertengerecht (Treppe). |
|      | Häbernbadstrasse-Brücke          | Huttwil |      | Strassenbrücke (zweispurig)                                     | Balkenbrücke  | Beton    | 10         | 601          | Die hydrometrische Messstation Langete - Huttwil, Häberenbad (2343) vom Bundesamt für Umwelt (BAFU) bei der Brücke ist seit 1966 in Betrieb.                                                                   |

### Rohrbach
8 Brücken überspannen den Fluss in Rohrbach.
| Bild | Name                | Ort      | Lage | Funktion                                                                     | Konstruktion | Material | Länge in m | Höhe m ü. M. | Bemerkungen |
| ---- | ------------------- | -------- | ---- | ---------------------------------------------------------------------------- | ------------ | -------- | ---------- | ------------ | --- |
|      | Häbernbadweg-Brücke | Rohrbach |      | Strassenbrücke (zweispurig)                                                  | Balkenbrücke | Beton    | 12         | 600          | Verbot für Motorwagen, Motorräder und Motorfahrräder: Ausgenommen von 05.00 – 21.00 h, Zubringerdienst und landwirtschaftliche Fahrten gestattet Höchstgeschwindigkeit 30 km/h Höchstgewicht 28 t     |
|      | Unbenannte Brücke   | Rohrbach |      | Strassenbrücke (zweispurig)                                                  | Balkenbrücke | Beton    | 9          | 597          | Höchstgewicht 28 t Zufahrtsstrasse zu den Gebäuden Häbernbadweg 10 und Häbernbadweg 12. |
|      | Sagiloch-Brücke     | Rohrbach |      | Strassenbrücke (zweispurig) mit Rohrleitung an der Brückenseite              | Balkenbrücke | Beton    | 8          | 584          | Gebaut 1926 Höchstgewicht 28 t |
|      | Bleicheweg-Brücke   | Rohrbach |      | Strassenbrücke (einspurig)                                                   | Balkenbrücke | Beton    | 10         | 582          | Allgemeines Fahrverbot Lokaler Wanderweg |
|      | Am‑Bach-Brücke      | Rohrbach |      | Strassenbrücke (zweispurig)                                                  | Balkenbrücke | Beton    | 7          | 580          | Höchstgeschwindigkeit 30 km/h Höchstgewicht 28 t |
|      | Hauptstrasse-Brücke | Rohrbach |      | Strassenbrücke (zweispurig) mit Trottoir und Rohrleitung an der Brückenseite | Bogenbrücke  | Stein    | 10         | 580          | Höchstgeschwindigkeit 50 km/h Unter der heutigen Betonfahrbahn ist der historische Unterbau der Langetenbrücke von 1776 als flacher Kalksteinbogen deutlich erkennbar. Erhaltenswerte Brücke von 1847 |
|      | Unbenannter Steg    | Rohrbach |      | Fussgängerbrücke                                                             | Balkenbrücke | Stahl    | 8          | 578          | Allgemeines Fahrverbot |
|      | Hauptstrasse-Brücke | Rohrbach |      | Strassenbrücke (zweispurig) mit Velostreifen                                 | Balkenbrücke | Beton    | 9          | 573          | Höchstgeschwindigkeit 50 km/h |

### Madiswil
15 Übergänge überspannen den Fluss in der Gemeinde Madiswil.
| Bild | Name                                                       | Ort                      | Lage | Funktion                                                                  | Konstruktion  | Material | Länge in m | Höhe m ü. M. | Bemerkungen |
| ---- | ---------------------------------------------------------- | ------------------------ | ---- | ------------------------------------------------------------------------- | ------------- | -------- | ---------- | ------------ | --- |
|      | Lanzmatt-Wehrsteg                                          | Kleindietwil             |      | Wehrbrücke                                                                | Balkenbrücke  | Stahl    | 14         | 568          | |
|      | Scheinenstrasse-Brücke                                     | Kleindietwil             |      | Strassenbrücke (zweispurig) mit Rohrleitung an der Brückenseite           | Balkenbrücke  | Beton    | 24         | 561          | Gebaut 1976 Höchstgeschwindigkeit 50 km/h Höchstgewicht 28 t |
|      | Homattbrücke                                               | Kleindietwil             |      | Strassenbrücke (zweispurig) mit Rohrleitung an der Brückenseite           | Balkenbrücke  | Beton    | 12         | 559          | Gebaut 2019, ersetzte Steinbogenbrücke von ca. 1865 Höchstgeschwindigkeit 50 km/h                                                                               |
|      | Engermattbrücke                                            | Kleindietwil             |      | Strassenbrücke (zweispurig)                                               | Balkenbrücke  | Beton    | 14         | 557          | Gebaut 1986 Höchstgeschwindigkeit 50 km/h Berner Wanderwege: Wystägen–Kleindietwil und Kleindietwil–Schynensattel                                               |
|      | Weinstegen-Brücke                                          | Ursenbach – Kleindietwil |      | Strassenbrücke (einspurig) mit Metalltor                                  | Balkenbrücke  | Beton    | 10         | 554          | Zufahrtsstrasse |
|      | Weinstegen‑1d-Lagerhaus                                    | Ursenbach – Kleindietwil |      | Gebäude-«Brücke»                                                          | Bachdurchlass | Beton    | 5          | 553          | Gebaut 1931 |
|      | Wystägen-Brücke                                            | Kleindietwil             |      | Strassenbrücke (zweispurig) mit Trottoir 229                              | Balkenbrücke  | Beton    | 14         | 551          | Höchstgeschwindigkeit 60 km/h Hydrologische Messstation A051 des Amts für Wasser und Abfall des Kantons Bern befindet sich unterhalb der Brücke.                |
|      | Lindenholz-Brücke                                          | Leimiswil                |      | Strassenbrücke (zweispurig) mit abgetrenntem Velo- und Fussgängerweg 1434 | Balkenbrücke  | Beton    | 12         | 545          | Veloübergang wurde 2018 neu erstellt. Höchstgeschwindigkeit 50 km/h                                                                                             |
|      | Unbenannter Steg                                           | Leimiswil                |      | Fussgängerbrücke                                                          | Balkenbrücke  | Stahl    | 12         | 543          | Zugang zum Schützenhaus. |
|      | Unbenannter Steg                                           | Madiswil                 |      | Fussgängerbrücke                                                          | Balkenbrücke  | Stahl    | 12         | 534          | Übergang ist nicht behindertengerecht (Treppe). |
|      | Steingasse-Brücke                                          | Madiswil                 |      | Strassenbrücke (zweispurig)                                               | Bogenbrücke   | Stein    | 20         | 532          | Gebaut 1837, renoviert 1896 Die zweibogige Natursteinbrücke ist ein geschütztes Kulturobjekt. Veloland-Route 399 Herzschlaufe Napf (Etappe 6 Burgdorf–Willisau) |
|      | Unbenannter Steg                                           | Madiswil                 |      | Fussgängerbrücke                                                          | Balkenbrücke  | Stahl    | 12         | 526          | Berner Wanderweg: Bisigmatt–Madiswil |
|      | Einlaufbauwerk-Hochwasserentlastungsstollen-Betriebsbrücke | Lotzwil – Madiswil       |      | Fussgängerbrücke                                                          | Balkenbrücke  | Beton    | 11         | 521          | Entlastungsstollen, gebaut 1988–1992 |
|      | Einlaufbauwerk-Hochwasserentlastungsstollen-Zugangsbrücke  | Madiswil                 |      | Fussgängerbrücke mit Schranken                                            | Balkenbrücke  | Beton    | 11         | 521          | |
|      | Hochwasserentlastungsstollen-Schleusenbrücke               | Lotzwil – Madiswil       |      | Strassenbrücke (einspurig)                                                | Balkenbrücke  | Beton    | 30         | 521          | Das Smaragd-Gebiet Oberaargau erstreckt sich über den restlichen Verlauf der Langete bis zur Aare.                                                              |

### Lotzwil
10 Brücken überspannen den Fluss in Lotzwil.
| Bild | Name                             | Ort     | Lage | Funktion                                  | Konstruktion | Material | Länge in m | Höhe m ü. M. | Bemerkungen                                                                                         |
| ---- | -------------------------------- | ------- | ---- | ----------------------------------------- | ------------ | -------- | ---------- | ------------ | --------------------------------------------------------------------------------------------------- |
|      | BLS-Brücke                       | Lotzwil |      | Eisenbahnbrücke (eingleisig)              | Balkenbrücke | Beton    | 13         | 504          | Höchstgeschwindigkeit 70 km/h Bahnstrecke Langenthal-Huttwil (Bahnlinien S 6 S 7 ), eröffnet 1889   |
|      | Unbenannte Brücke                | Lotzwil |      | Fussgänger- und Velobrücke                | Balkenbrücke | Beton    | 11         | 504          | Höchstgewicht 1 t Veloland-Route 71 Passwang–Oberaargau (Etappe 2 Balsthal–Huttwil)                 |
|      | Schmittenbrücke (Huttwilstrasse) | Lotzwil |      | Strassenbrücke (zweispurig) mit Trottoirs | Balkenbrücke | Beton    | 10         | 503          | Höchstgeschwindigkeit 50 km/h                                                                       |
|      | Unbenannter Steg                 | Lotzwil |      | Fussgängerbrücke                          | Balkenbrücke | Stahl    | 8          | 502          | |
|      | Neuhausbrücke (Kohlplatzstrasse) | Lotzwil |      | Strassenbrücke (zweispurig) mit Trottoir  | Balkenbrücke | Beton    | 12         | 502          | Höchstgeschwindigkeit 50 km/h                                                                       |
|      | Unbenannter Steg                 | Lotzwil |      | Fussgänger- und Velobrücke                | Balkenbrücke | Stahl    | 11         | 500          | Fahrverbot für Motorwagen, Motorräder und Motorfahrräder Metallpoller dienen als Durchfahrtssperre. |
|      | Nagelbrücke (Beudenrain)         | Lotzwil |      | Strassenbrücke (zweispurig) mit Trottoirs | Balkenbrücke | Beton    | 10         | 499          | Höchstgeschwindigkeit 50 km/h Veloland-Route 71 Passwang–Oberaargau (Etappe 2 Balsthal–Huttwil)     |
|      | Bleikimatte-Wehrsteg             | Lotzwil |      | Wehrbrücke                                | Balkenbrücke | Stahl    | 9          | 498          | |
|      | Unbenannte Brücke                | Lotzwil |      | Feldwegbrücke                             | Balkenbrücke | Beton    | 11         | 499          | Verbot für Fahrräder und Motorfahrräder                                                             |
|      | Unbenannter Steg                 | Lotzwil |      | Wehrbrücke mit abschliessbarem Tor        | Balkenbrücke | Stahl    | 8          | 495          | |

### Langenthal
30 Übergänge überspannen den Fluss in Langenthal.
| Bild | Name                        | Ort        | Lage | Funktion                                                                         | Konstruktion  | Material | Länge in m | Höhe m ü. M. | Bemerkungen |
| ---- | --------------------------- | ---------- | ---- | -------------------------------------------------------------------------------- | ------------- | -------- | ---------- | ------------ | --- |
|      | Rumiweg-Brücke              | Langenthal |      | Strassenbrücke (zweispurig) mit Trottoir                                         | Balkenbrücke  | Beton    | 6          | 486          | Zufahrtsstrasse zum Schwimmbad Langenthal Bewegliche Pollers Camping verboten Lokaler Wanderweg                                                    |
|      | Unbenannter Steg            | Langenthal |      | Fussgänger- und Velobrücke                                                       | Balkenbrücke  | Beton    | 8          | 485          | Verbot für Motorwagen, Motorräder und Motorfahrräder Wanderweg                                                                                     |
|      | Unbenannter Steg            | Langenthal |      | Fussgängerbrücke                                                                 | Balkenbrücke  | Stahl    | 25         | 483          | |
|      | Unbenannter Steg            | Langenthal |      | Fussgänger- und Velobrücke                                                       | Balkenbrücke  | Stahl    | 11         | 482          | |
|      | Bleichebrücke               | Langenthal |      | Strassenbrücke (zweispurig) mit Trottoir                                         | Balkenbrücke  | Beton    | 10         | 480          | Höchstgeschwindigkeit 50 km/h |
|      | Unbenannter Steg            | Langenthal |      | Fussgänger- und Velobrücke                                                       | Balkenbrücke  | Beton    | 10         | 479          | |
|      | Unbenannter Steg            | Langenthal |      | Wehrbrücke                                                                       | Balkenbrücke  | Stahl    | 12         | 478          | |
|      | Unbenannter Steg            | Langenthal |      | Fussgängerbrücke                                                                 | Balkenbrücke  | Beton    | 8          | 478          | |
|      | Unbenannter Steg            | Langenthal |      | Fussgänger- und Velobrücke                                                       | Balkenbrücke  | Beton    | 11         | 477          | |
|      | Löwenbrücke                 | Langenthal |      | Strassenbrücke (zweispurig) mit Trottoirs                                        | Balkenbrücke  | Beton    | 8          | 477          | Höchstgeschwindigkeit 50 km/h Aare Seeland mobil Buslinien 52 und 64                                                                               |
|      | Marktgasse‑31-Gebäude       | Langenthal |      | Gebäude-«Brücke»                                                                 | Bachdurchlass | Beton    | 5          | 477          | |
|      | Credit‑Suisse-Nebeneingang  | Langenthal |      | Gebäude-«Brücke»                                                                 | Bachdurchlass | Stahl    | 5          | 477          | |
|      | Hochwasserauslass-Brücke    | Langenthal |      | Fussgängerbrücke                                                                 | Balkenbrücke  | Beton    | 12         | 476          | Erhaltenswerte Hochwasserschleuse aus dem 18. Jahrhundert                                                                                          |
|      | Jurastrasse-Brücke          | Langenthal |      | Strassenbrücke (zweispurig) mit Trottoir                                         | Balkenbrücke  | Beton    | 6          | 475          | Brücke ersetzt 2012 Begegnungszone: Höchstgeschwindigkeit 20 km/h Wanderland-Route 65 Grenzpfad Napfbergland (Etappe 1 Langenthal–Huttwil)         |
|      | Unbenannter Steg            | Langenthal |      | Fussgängerbrücke                                                                 | Balkenbrücke  | Beton    | 7          | 475          | Übergang ist nicht behindertengerecht (Treppen).                                                                                                   |
|      | Wuhrbrücke                  | Langenthal |      | Strassenbrücke (zweispurig)                                                      | Bogenbrücke   | Beton    | 8          | 475          | Verbot für Motorwagen, Motorräder und Motorfahrräder: Anwohnende mit Bewilligung und Anlieferungen gestattet                                       |
|      | Unbenannter Steg            | Langenthal |      | Fussgängerbrücke                                                                 | Balkenbrücke  | Stahl    | 30         | 475          | |
|      | Untere-Wuhrplatz-Brücke     | Langenthal |      | Strassenbrücke (zweispurig)                                                      | Balkenbrücke  | Beton    | 8          | 475          | Gebaut 2010 |
|      | Unbenannte Brücke           | Langenthal |      | Strassenbrücke mit Trottoir                                                      | Balkenbrücke  | Beton    | 7          | 475          | Brücke hat drei Parkplätze und dient als Fussgängerübergang.                                                                                       |
|      | Unbenannter Steg            | Langenthal |      | Fussgängerbrücke                                                                 | Balkenbrücke  | Stahl    | 6          | 475          | |
|      | Mühleweg-Brücke             | Langenthal |      | Strassenbrücke (einspurig)                                                       | Balkenbrücke  | Beton    | 6          | 474          | Stein dient als Durchfahrtssperre. |
|      | Mühleweg‑21b-Gebäude        | Langenthal |      | Gebäude-«Brücke»                                                                 | Bachdurchlass | Beton    | 5          | 474          | Erhaltenswertes Silogebäude von 1933 |
|      | Waldhofstrasse-Brücke       | Langenthal |      | Strassenbrücke (zweispurig) mit Mittelstreifen, Trottoirs und Fussgängerstreifen | Balkenbrücke  | Beton    | 18         | 473          | Gebaut 2020 Höchstgeschwindigkeit 50 km/h |
|      | Unbenannter Steg            | Langenthal |      | Wehrbrücke                                                                       | Balkenbrücke  | Stahl    | 7          | 473          | |
|      | Sportplatz-Rankmatte-Brücke | Langenthal |      | Fussgängerbrücke mit abschliessbarem Tor                                         | Balkenbrücke  | Beton    | 6          | 472          | Gebaut 1993 Nebeneingang zum Stadion Rankmatte des Fussballclubs Langenthal, bleibt grundsätzlich geschlossen.                                     |
|      | Unbenannter Steg            | Langenthal |      | Fussgängerbrücke                                                                 | Balkenbrücke  | Stahl    | 10         | 468          | |
|      | Unbenannter Steg            | Langenthal |      | Fussgängerbrücke                                                                 | Balkenbrücke  | Holz     | 10         | 466          | |
|      | Unbenannter Steg            | Langenthal |      | Wehrbrücke                                                                       | Balkenbrücke  | Stahl    | 6          | 466          | |
|      | Chaltbrunnen-Steg           | Langenthal |      | Fussgängerbrücke                                                                 | Balkenbrücke  | Beton    | 8          | 463          | |
|      | Unbenannte Brücke           | Langenthal |      | Feldwegbrücke                                                                    | Balkenbrücke  | Beton    | 10         | 461          | Radfahrer bitte Rücksicht auf Fussgänger Veloland-Route 84 Mittelländer Hügelroute (Etappe 2 Langenthal–Sursee) Wanderweg Langenthal–Kaltenherberg |

### Roggwil
10 Brücken überspannen den Fluss in Roggwil.
| Bild | Name                                 | Ort     | Lage | Funktion                                                          | Konstruktion | Material | Länge in m | Höhe m ü. M. | Bemerkungen |
| ---- | ------------------------------------ | ------- | ---- | ----------------------------------------------------------------- | ------------ | -------- | ---------- | ------------ | --- |
|      | Hintergasse-Brücke                   | Roggwil |      | Strassenbrücke (zweispurig) mit abgetrenntem Veloweg              | Balkenbrücke | Beton    | 18         | 460          | Höchstgeschwindigkeit 60 km/h Veloland-Route 84 Mittelländer Hügelroute (Etappe 2 Langenthal–Sursee) Berner Wanderweg: Langenthal–Kaltenherberg |
|      | Unbenannte Brücke                    | Roggwil |      | Feldwegbrücke                                                     | Balkenbrücke | Beton    | 9          | 457          | Hydrologische Messstation A025 des Amts für Wasser und Abfall des Kantons Bern befindet sich flussaufwärts auf der rechten Flussseite.          |
|      | Unbenannte Brücke                    | Roggwil |      | Feldwegbrücke                                                     | Balkenbrücke | Beton    | 9          | 456          | Verbot für Motorwagen, Motorräder und Motorfahrräder                                                                                            |
|      | ASm-Brücke                           | Roggwil |      | Eisenbahnbrücke (eingleisig)                                      | Balkenbrücke | Beton    | 9          | 456          | Höchstgeschwindigkeit 70 km/h Bahnstrecke Langenthal–St. Urban Ziegelei, eröffnet 1917                                                          |
|      | Unbenannter Steg                     | Roggwil |      | Wehrbrücke                                                        | Balkenbrücke | Stahl    | 5          | 454          | |
|      | Unbenannter Steg                     | Roggwil |      | Wehrbrücke                                                        | Balkenbrücke | Stahl    | 5          | 452          | |
|      | Kleinkraftwerk‑Güllenbrücke-Wehrsteg | Roggwil |      | Wehrbrücke                                                        | Balkenbrücke | Stahl    | 2          | 448          | |
|      | Bahnhofstrasse-Brücke                | Roggwil |      | Strassenbrücke (zweispurig) mit Trottoir 256                      | Bogenbrücke  | Beton    | 21         | 448          | Höchstgeschwindigkeit 50 km/h Verbreitert und renoviert, wahrscheinlich 1987                                                                    |
|      | Mange-Brücke                         | Roggwil |      | Strassenbrücke (zweispurig) mit Rohrleitungen an der Brückenseite | Bogenbrücke  | Beton    | 10         | 431          | |
|      | Unbenannte Brücke                    | Roggwil |      | Strassenbrücke (zweispurig) mit abschliessbarem Tor               | Balkenbrücke | Beton    | 8          | 427          | Zufahrtsstrasse zum Gebäude Mange 5. |